# Michael Paré
Michael Kevin Paré (Brooklyn (New York), 9 oktober 1958) is een Amerikaans acteur.

## Levensloop

### Jeugd
Paré werd geboren in Brooklyn, New York de zoon van Joan, een huisvrouw en Francis Paré die een drukkerij bezat. Hij heeft zes zussen en drie broers. Paré's vader was van Frans-Canadese afkomst. Zijn vader stierf aan leukemie toen Paré vijf jaar oud was, en liet zijn moeder achter om het grote gezin van kinderen groot te brengen. Paré werkte als kok in New York toen hij een talentagent ontmoette, Yvette Bikoff die hem overtuigde om te proberen te acteren.

### Carrière
Zijn eerste hoofdrol was als Tony Villicana in de televisieserie The Greatest American Hero. Zijn bekendste filmrollen waren als Eddie Wilson in Eddie and the Cruisers (1983) en het vervolg Eddie and the Cruisers II: Eddie Lives! (1989), evenals Streets of Fire (1984) en The Philadelphia Experiment (1984). Paré verscheen ook in de remake van 2012 van The Philadelphia Experiment. Andere films waren Moon 44 (1990), Village of the Damned (1995), Bad Moon (1996), Hope Floats (1998), en The Virgin Suicides (1999).
Paré won de prijs voor Beste Acteur op PollyGrind Film Festival voor de film Road to Hell die opnieuw de rol van Tom Cody speelde.
Op televisie speelde Paré samen met Michael Beck in het CBS-politiedrama Houston Knights in 1987–1988, evenals de kortstondige sciencefiction-televisieserie Starhunter uit 2001. Hij verschijnt ook regelmatig in de werken van regisseur Uwe Boll.

### Privé
Paré trouwde driemaal. Zijn eerste vrouw (1980–1984) was filmproducent Lisa Katselas. zijn tweede vrouw, Marisa Roebuck (1986–1988). zijn huidige vrouw, Marjolein Booy (sinds 1992), een voormalig fotomodel, met wie hij één kind heeft.